# Hahncappsia coloradensis
Hahncappsia coloradensis is een vlinder uit de familie van de grasmotten (Crambidae), uit de onderfamilie van de Pyraustinae. De wetenschappelijke naam van deze soort is voor het eerst voorgesteld als Botys coloradensis door Augustus Radcliffe Grote en Coleman Townsend Robinson in een publicatie uit 1867.
De soort komt voor in de Verenigde Staten.